# 다윗의 용사들
다윗의 용사들 또는 다윗의 용사, 깁보림(David's Mighty Warriors, 히브리어: ַגִּבֹּרִ֛ים, 로마자 표기: ˌhaggibboˈrim, lit. 'the Mighty')는 히브리어 성경에서 다윗 왕과 함께 싸웠던 37명의 남자들로 구성된 그룹이며 사무엘하 마지막 네 장에 추가된 "보충 정보"의 일부인 사무엘하 23:8-38에서 확인된다. 국제표준역(ISV)에서는 그들을 "다윗의 특수부대"(David's special forces)라고 부른다.
비슷한 목록이 역대상 11장 10~47절에도 나와 있지만 여러 변형이 있고 16개의 이름이 더 있다.

## 같이 보기
- 70인역